# Мосинский (железнодорожный разъезд)
Моси́нский — населённый пункт в Юрьянском районе Кировской области. Входит в Верховинское сельское поселение.
Расположен в лесистой местности при станции Мосинский на ж.-д. линии Киров — Котлас в 16 км к северо-западу от Юрьи и в 70 км от Кирова. Примерно в полукилометре от разъезда находятся посёлок Мосинский (на западе) и деревня Лызгач (на востоке).

## Население
| 2010 |
| ---- |
| 2    |

По состоянию на 2018 год на разъезде проживает 0 человек, казарма заброшена.

## История
Из книги Виктора Бакина «Далёкое. Святое. Дорогое…»:

…Постройке той, барачной, четырёхквартирной, назначенной под местожительство исключительно железнодорожного люда — дежурных по станции, стрелочников, монтёров пути… изменил ведомству и профессии — вываливайся из квартиры, освобождай место для нового железнодорожного назначенца.
Коробка вокзальчика, жилая казарма да две будочки стрелочников — на въезде и на выезде с разъезда — вот, пожалй, и вся архитектурная канитель, которой ведала и владела в Мосинском железная дорога…
— Виктор Бакин. День рождения // Далёкое. Святое. Дорогое.... — Киров: издательский дом «Витберг» КОО ООО «Союз писателей России», 2018. — С. 75—88. — 400 с. — ISBN 978-5-86173-044-0.

## Транспорт
С районным центром разъезд связан транзитным автобусным маршрутом № 144 Юрья — Верходворье. На станции Мосинский останавливаются пригородные поезда, следующие в направлении Кирова и Мурашей.

## Известные жители разъезда
Бакин, Виктор Семёнович (род. 1 ноября 1957) — русский, советский и российский писатель, журналист, краевед. Член Союза журналистов России (1984), член Союза писателей России (2003), провёл детство на разъезде.